# 王翊 (南北朝)
王翊（485年—529年1月15日），字仕翔，琅邪郡临沂县（今山东省临沂市）人，南齐尚书左仆射王奂之孙，司徒从事中郎王琛之子，北魏官员。

## 生平
王翊在魏宣武帝元恪初年随着叔叔王秉和堂兄弟王诵、王衍从南齐投奔北魏。王翊风度秀美，喜好学习且有文才，以秘书郎中为起家官，转任员外散骑侍郎，又出任襄威将军、补任司空主簿，升任司空从事中郎，出任中书侍郎，加号镇远将军，又出任清河王友。王翊善于钻营名利，与元叉结为姻亲，越级出任使持节、都督济州诸军事、左将军、济州刺史，又加号平东将军。王翊清正爱民，有善于治民的称号，转代理定州刺史，因为患病请求辞官免职，出任平南将军、散骑常侍，很快转任安南将军、银青光禄大夫、散骑常侍。魏孝庄帝元子攸即位后，王翊被出任镇南将军、金紫光禄大夫、国子祭酒，常侍如故，永安元年十二月廿日（529年1月15日），王翊去世，虚岁四十五，朝廷赠予侍中、卫将军、司空公、徐州刺史，谥号孝献，永安二年岁次己酉二月癸未朔廿七日己酉（529年3月22日）葬于洛阳西乡里。

## 其他
北魏洛阳城中昭仪寺西南有座愿会寺，是王翊将住宅施舍而成的佛寺，佛堂前有一颗桑树，高五尺，树枝横绕，枝叶繁盛，形同鸟羽伞盖。桑树第二层又是五尺高，树枝和枝叶又是形同鸟羽伞盖。桑树一共有五层，每层的叶子和桑葚长相各异。洛阳的出家人和世俗人都称之为神桑，来观看的人把愿会寺挤得像市场一样，施舍财物的人很多。魏孝武帝听说后很厌恶，认为是惑乱众人，命令给事黄门侍郎元纪将桑树砍伐。砍伐的当天云雾阴沉，斧子砍到树上，被砍之处流血到地，见到的人没有不悲痛哭泣的。

## 家庭

### 祖父母
- 王奂，南齐尚书左仆射、使持节、镇北将军、雍州刺史[1]
- 陈郡殷氏，太中大夫殷道矜之女[1]

### 父母
- 王琛，南齐司徒从事中郎[1]
- 彭城刘氏，刘宋太宰、江夏王刘义恭之女，封嘉兴县主[1]

### 夫人
- 河南元氏，北魏假黄钺、太傅、任城文宣王元澄之女[6]

### 子女
- 王渊，东魏仪同开府记事参军
- 王令媛，嫁东魏假黄钺、太傅、大司马、广阳文献王元湛[6]